# Gomphidia bredoi
Gomphidia bredoi là một loài chuồn chuồn ngô thuộc họ Gomphidae. Loài này có ở Angola, Cộng hòa Dân chủ Congo, Bờ Biển Ngà, Ghana, Nigeria, và Uganda. Môi trường sống tự nhiên của nó là các khu rừng đất thấp ẩm nhiệt đới hoặc cận nhiệt đới và sông. Nó bị đe dọa do mất môi trường sống.